# Samichay
Samichay (Südliches Quechua samichay, „sein Schicksal herausfordern, Glück haben“, auch “Fülle und Glück suchen”; sami, „Schicksal, Glück, Erfolg“), spanischer Zusatztitel En busca de la felicidad („Auf der Suche nach dem Glück“), ist ein peruanischer, auf Cusco-Quechua gedrehter Spielfilm von Mauricio Franco Tosso, der 2020 auf dem Festival de Cine in Lima seine Premiere hatte. Er wurde der Öffentlichkeit auf Grund der COVID-19-Pandemie ab Oktober 2020 in digitaler Form vorgestellt. Er handelt von einem verarmten Quechua-Bergbauern, der in der kargen Landschaft der peruanischen Anden mit dem drohenden Verlust seiner einzigen mageren Kuh konfrontiert ist.

## Produktion
Der 1978 in Lima geborene Regisseur Mauricio Franco Tosso, dessen Familie teilweise in Huancayo lebt, hatte bereits Dokumentarfilme und Kurzfilme gedreht, wobei er öfters Niederländer, Deutsche und andere Ausländer getroffen hatte, die mit den Menschen die ganze Zeit auf Quechua sprachen, während er nichts verstand. Als er eines Tages von seinen Dreharbeiten zurückkehrte, sah er einen Bauern, der mit seinem Sohn auf Quechua sprach. Der Sohn wollte einem Kalb einen Namen geben, während der Vater dies nicht wollte, da das Kalb ein Stück Vieh und kein Heimtier sei. Aus diesem Anlass beschloss Franco, einen Film über die Anden auf Quechua zu drehen.
Der Film Samichay ist der erste abendfüllende Spielfilm des Regisseurs Mauricio Franco Tosso. Der Film wurde auf über 4000 m Meereshöhe an Orten der Provinzen Quispicanchi (Palquella, Distrikt Marcapata) und Canchis in der Region Cusco gedreht. In der Hauptrolle des Celestino spielte der professionelle Schauspieler Amiel Cayo Coaquira aus Puno, der bereits aus einem anderen quechuasprachigen Film, Retablo, bekannt war, während in den anderen Rollen Quechua-Bauern aus der Region spielten, und zwar in der regionalen Quechua-Variante von Cusco (Qusqu-Qullaw). Die Dreharbeiten dauerten drei Wochen im September 2018, und es wurde schwarz-weiß aufgenommen. Der Film wurde neun Jahre nach der ersten Idee gemacht. Der Name der Kuh Samichay wurde von einer Katze mit diesem Namen übernommen, die einer Freundin des Regisseurs gehörte. Der von Quechua Films (Spanien) und Quinta Imagen (Peru) produzierte Film wurde mit spanischen und peruanischen Privatgeldern finanziert.

## Handlung
Celestino (Amiel Cayo) ist ein Bauer, der ein einsames Leben in den Anden führt, denn seine Mutter und seine Ehefrau sind tot, so dass ihm nur seine Tochter und seine Schwiegermutter verblieben sind. Seine Tochter will die Gegend verlassen und zu ihrer Tante ziehen, um ein leichteres Leben führen zu können.
Schließlich bleibt für Celestino eine magere Kuh namens Samichay als einzige Gefährtin. Samichay versorgt Celestino mit Milch und ist seine Begleiterin, und er hofft, dass sie Nachwuchs bringen wird. Dies ist jedoch nicht der Fall, denn sie ist ebenso unfruchtbar wie der karge Boden der Gegend. So macht sich Celestino auf den Weg, seine geliebte Kuh zu verkaufen. Er sucht seinen Bekannten Don Fermin auf, dem er die Kuh verkaufen will, trifft ihn jedoch nicht an. So muss er seine Suche nach einem Käufer fortsetzen. Celestino glaubt, seine Kuh bringe dem Käufer Glück, doch spricht ihr Aussehen für das Gegenteil, denn durch ihre Unterernährung ist sie stark abgemagert. Seine „Reise der Heilung“ führt Celestino von der Einsamkeit der schließlich ins Chaos der Stadt.

## Rezeption
Samichay hatte seine Premiere im August 2020 auf dem Festival de Cine der PUCP in Lima. Der Film erhielt dabei die Ehrenhafte Erwähnung für das beste Erstlingswerk und für den besten peruanischen Film. Im Oktober 2020 hatte der Film seine offizielle Premiere in den Kinos außerhalb des Festivals, die allerdings angesichts der COVID-19-Pandemie erstmals in der Geschichte in digitaler Form stattfinden musste. Allerdings war Samichay bereits im Dezember 2019 in Buenos Aires auf dem Festival Ventana Sur gezeigt worden.
Im Juni 2021 erhielt der Film auf dem Filmfestival Málaga in Spanien den „Silbernen Jasmin“ (Biznaga de Plata) für den besten Regisseur in der Sektion ZonaZine. Auf dem Internationalen Filmfestival in Viña del Mar (Festival Internacional de Cine de Viña del Mar, FICVIÑA) in Chile gewann er im September 2021 zwei Preise: den Preis der Universität Valparaíso für den besten Regisseur eines Spielfilms und den Preis der spezialisierten Kritik. Er nahm auch am Internationalen Festival des Neuen Lateinamerikanischen Films in der kubanischen Hauptstadt La Habana im Dezember 2021 teil.
Victor Fraga bezeichnet den Film Samichay als ein „kleines kostbares Juwel aus Peru“, das sowohl eine „Sinneserfahrung als auch eine menschliche Erfahrung“ sei, dessen geheimnisvolle Landschaft zu Ehrfurcht anrege. Bei ständig trübem und rätselhaftem Himmel seien Sonne und Mond doch erstaunlich frisch. Ebenso wühle der lakonische und stoische Celestino die Gefühle des Zuschauers auf.